# Dynamique stellaire
La dynamique stellaire est la branche de l'astrophysique qui décrit de manière statistique les mouvements des étoiles du fait de leur propre gravité. La différence principale avec la mécanique céleste est que toute étoile contribue plus ou moins au champ gravitationnel total, alors que la mécanique céleste privilégie les corps massifs et leurs effets sur les autres corps. La dynamique stellaire porte habituellement sur les propriétés statistiques globales de plusieurs orbites plutôt que sur les valeurs spécifiques des positions et des vitesses des orbites individuelles. Le mouvement des étoiles dans une galaxie ou dans un amas globulaire est principalement déterminé par la distribution moyenne des autres étoiles distantes, et est peu influencé par les étoiles proches.
Récemment[Quand ?], les simulations du problème à N corps ont fourni une alternative aux méthodes analytiques plus anciennes, permettant aux chercheurs d'étudier des systèmes dont les données étaient auparavant incalculables.

## Introduction
Un système stellaire est un ensemble d'étoiles liées par la gravité. Les amas stellaires (concentrations locales d'étoiles) comptent d'une centaine à un million d'étoiles, les galaxies en contiennent de 1010 à 1012. Le comportement de ces systèmes est déterminé par les lois de la mécanique newtonienne et la théorie newtonienne de la gravitation. L'étude de la dynamique des systèmes stellaires constitue la dynamique stellaire. Le premier système de classification des galaxies a été introduit en 1925 par Edwin Hubble selon les aspects de leurs images. Les galaxies peuvent être réparties en trois grandes classes : elliptiques, spirales et irrégulières.
La longue portée de la gravitation et la "relaxation" lente des systèmes stellaires empêchent l'utilisation des méthodes conventionnelles de la physique statistique, car les orbites en dynamique stellaire tendent à être beaucoup plus irrégulières et chaotiques que les orbites de la mécanique céleste.
La "relaxation" des étoiles est le processus déviant les trajectoires individuelles des étoiles de celles qu'elles auraient si la distribution de la matière était parfaitement lisse. La "relaxation à 2 corps" est produite par les interactions individuelles étoile-étoile, tandis que la "relaxation violente" est produite par une grande variation collective de la forme du système stellaire.
La dynamique stellaire s'appuie sur une base mathématique forte ; les théories physiques de base, la mécanique analytique classique, la gravitation newtonienne et la thermodynamique (statistique) d'un côté sont étroitement liées aux branches mathématiques des systèmes dynamiques et de la théorie ergodique (ayant elle-même des connexions étroites avec la théorie des systèmes dynamiques) de l'autre. La possibilité d'interactions gravitationnelles et de collisions conduit aussi au traitement mathématique de la théorie de la dispersion. De ce fait, de nombreux dynamiciens des systèmes stellaires sont aussi des mathématiciens chevronnés.

## Formation de la Voie Lactée
C’est l'astronome allemand Walter Baade qui, vers le milieu des années 1940, prit conscience de l’existence de différentes populations stellaires. Deux populations sont distinguées :
La population I est caractéristique des bras spiraux. Les objets qui la composent sont jeunes et riches en métaux. Leurs orbites autour du centre galactique sont essentiellement circulaires avec de faibles dispersions des vitesses et ils constituent des systèmes aplatis.
La population II est caractéristique de la composante sphéroïdale. Les objets qui la composent sont vieux (amas globulaires) et pauvres en métaux. Ils présentent peu de rotation d’ensemble et leurs orbites sont très excentriques avec de grandes dispersions des vitesses. Ils constituent des systèmes peu ou pas aplatis.
Notre galaxie se serait formée à partir d’un matériau primordial contenu dans un volume beaucoup plus étendu que son volume actuel. Les deux composants majeurs de la galaxie, la composante sphéroïdale et le disque, auraient été formés par des processus différents.
La composante sphéroïdale a été formée entièrement au cours d’un processus d’effondrement principalement radial, en quelques centaines de millions d’années. Les générations successives d’étoiles ont enrichi le milieu interstellaire à partir duquel se sont formées les générations suivantes car la durée de vie des étoiles massives est courte par rapport à la durée de cet effondrement gravitationnel.
Après que les mouvements du gaz aient été rendus circulaires par les collisions inélastiques entre les nuages interstellaires et aussi après l’effondrement de la composante sphéroïdale, les étoiles du disque ont commencé à se former à partir d’un matériau déjà enrichi. Ces étoiles seraient nées dans un disque mince avec des orbites à peu près circulaires et avec de faibles dispersions des vitesses. Mais par la suite, la dispersion des vitesses s’est accrue à cause de :
- rencontres avec des nuages moléculaires géants
- perturbations gravifiques dues aux bras spiraux
- perturbations transitoires du disque causées par le passage d’objets massifs (galaxies naines, trous noirs supermassifs...)

## Amas stellaires
Une galaxie typique contient une multitude de petits systèmes stellaires appelés amas stellaires. Ils contiennent d'une centaine à un million d'étoiles et 2 types sont distingués : les amas ouverts et les amas globulaires.
Les amas ouverts sont des systèmes de population I. Ils sont constitués d'une centaine à un millier d'étoiles et ont un rayon variant entre 1 et 10 parsecs (un parsec vaut 3,085 678 × 1016 m). Notre Galaxie devrait contenir 100 000 amas de ce type et nous n'en connaissons qu'un millier. Ils sont, pour la plupart, âgés de moins de 108 ans. Les amas ouverts se disloquent progressivement à cause des perturbations de gravitation dues aux nuages de gaz interstellaire.
Les amas globulaires sont des systèmes de population II, contiennent de 104 à 106 étoiles et ont des rayons situés entre 20 et 50 parsecs. Notre galaxie en contient environ 200.

## Distribution et potentiel gravifique
Pour l'étude de leurs mouvements dans une galaxie, les étoiles sont assimilées ou représentées par des points matériels sans étendue. Cette approximation, bien que relativement erronée dans les régions les plus denses d'une galaxie, est néanmoins justifiée par le grand rapport entre le rayon moyen des étoiles et leur distance moyenne de séparation. Vu qu'une galaxie de taille moyenne contient de l'ordre de 1011 étoiles, il est important d'adopter une approche statistique pour l'étude d'un tel système. Connaissant les statistiques requises, une fonction, non présentée ici, permet de définir la distribution des étoiles dans un système stellaire. Ce genre de fonction diffère selon le groupe d'étoiles car des groupes ont en effet été établis en fonction de la masse, de l'âge, du type spectral, de la composition chimique (et d'autres critères) des étoiles.
Il est à noter la différence entre les systèmes (comme un gaz) étudiés en mécanique statistique et les galaxies. Les forces qui s'exercent entre les molécules de gaz ont une portée très courte et peuvent donc être négligées. Au contraire, les forces de gravitation qui s'exercent sur les étoiles d'une galaxie sont énormes. Dans une galaxie, une étoile éprouve à chaque instant la gravitation de l'ensemble de la galaxie. Habituellement, les scientifiques considèrent qu'une étoile se meut dans un potentiel gravifique moyen, résultat d'une répartition de la masse dans le système stellaire. Dans la Voie Lactée, le gaz ne représente que 5 % de la masse des étoiles et a une faible influence sur la dynamique stellaire.

## Lectures recommandées
- (en) Galactic Dynamics by Binney, J. and Tremaine, S., Princeton University Press, 1988
- (en) Principles of Stellar Dynamics, Chandrasekhar S., New York: Dover, 1960
- (en) Dynamics and Evolution of Galactic Nuclei, D. Merritt, Princeton University Press, 2013
- (en) Pau Amaro-Seoane, « Stellar dynamics and extreme-mass ratio inspirals », Living Reviews in Relativity, vol. yet to appear,‎ 2012 (Bibcode 2012arXiv1205.5240A, arXiv 1205.5240)